# Hans Urban von Closen

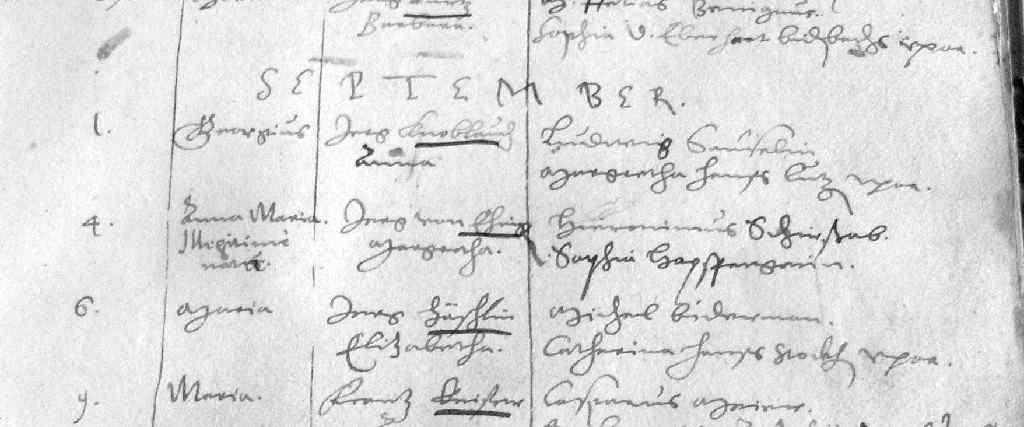
Eintrag im Taufbuch der Tübinger Stiftskirche: Taufe der Anna Maria von Ehingen einem unehelichen Kind („illegitim“) des Jerg von Ehingen und einer Frau namens Margaretha, 4. September 1573. Zwei bürgerliche Paten.

Hans Urban von Closen zu Heidenburg (* 1562; † 9. Januar 1626 in Tübingen) war ein bayerischer Erblandesmarschall und später der Besitzer von Kilchberg bei Tübingen.
Hans Urban von Closen war der mit Magdalene von Ehingen († 2. Februar 1634 in Stuttgart) verheiratete Schwiegersohn von Georg III. von Ehingen, dessen Besitz er nach dessen Tode erbte. Im Jahre 1721 verkauften seine Erben das Gut an die Herren Leutrum von Ertingen.

## Kinder
Er hatte folgende Kinder:
1. Magdalena von Closen
2. Maria Salome von Closen
3. Georg Stefan von Closen ⚭ Maria Magdalena von Eyb
4. August Friedrich von Closen (Herr von der Hälfte von Wankheim und Eckhof) ⚭ Maria von Plassenberg
5. Wolf von Closen
6. Johannes Friedrich von Closen (Herr von der Hälfte von Wankheim und Bläsiberg) ⚭ Marie Jakobe von Ruest

Georg Stephan von Closen erwarb um 1643 in der Tübinger Münzgasse das Haus des Christoph Randauer. Nach dem Tod von Stephan Friedrich von Closen verlegte dessen Witwe ihren Wohnsitz nach Mühlhausen am Neckar. Unter Georg Stephan begann der finanzielle Niedergang des Geschlechtes.

## Enkel
Seine Enkel wurden von 1623 bis 1635 in der Stiftskirche von Tübingen getauft, möglicherweise weil die Familie dorthin umgezogen war, um einer Pestepidemie in Kilchberg zu entkommen. Vor- und nachher geborene Kinder dieser Familien wurden aber nicht in Tübingen getauft.
Nach den Listen der Taufpaten zu urteilen, hatten die Enkel sehr viele und vor allem prominente Paten. Von ihnen waren sicher in diesen schwierigen Zeiten nur wenige bei der Taufe persönlich anwesend, vor allem in den Jahren als die Kriegsgräuel des Dreißigjährigen Krieges Tübingen und Kilchberg überzogen. In den Taufbüchern gibt es folgende Aufzeichnungen:
- 27. November 1598: Taufe von Johannes Friedrich von Closen, dem Sohn des Junkers Johannes Urbanus von Closen und der Maria Magdalena. Zwei Paten: Katharina, Hanns Wertzes  Weib, Friedrich Herzog zu Württemberg

- 11. November 1600: Taufe von Maria Salome von Closen, der Tochter des Junkers Johannes Urbanus von Closen zu Neuneck und der Maria Magdalena

- 7. Oktober 1623: Taufe von Sophia-Blandina von Closen, der Tochter des Friedrich Augustus von Closen und der Maria von Closen geborene Plaßenburg. Paten: Graf Heinrich von Solms, Leopold vom Stein, David von Stein, Joachim von Grünfeld, Vitus Theodosius von Lieb und Sophia Markgräfin von Brandenburg geborene Solms.

- 12. Dezember 1626: Taufe der Zwillinge Georg Rudolf und Maria Sidonia von Closen, den Kindern des Georg-Stephan von Closen.

- 29. April 1627: Taufe von Philippina-Roxena von Closen, der Tochter des Augustus von Closen.

- 8. Mai 1628: Taufe von Philippus-Jakob von Closen, dem Sohn des Georg-Stephanus von Closen und der Maria-Magdalena geborene von Eyb. Paten: Der Fürst von Württemberg und noch 12 adlige Personen.

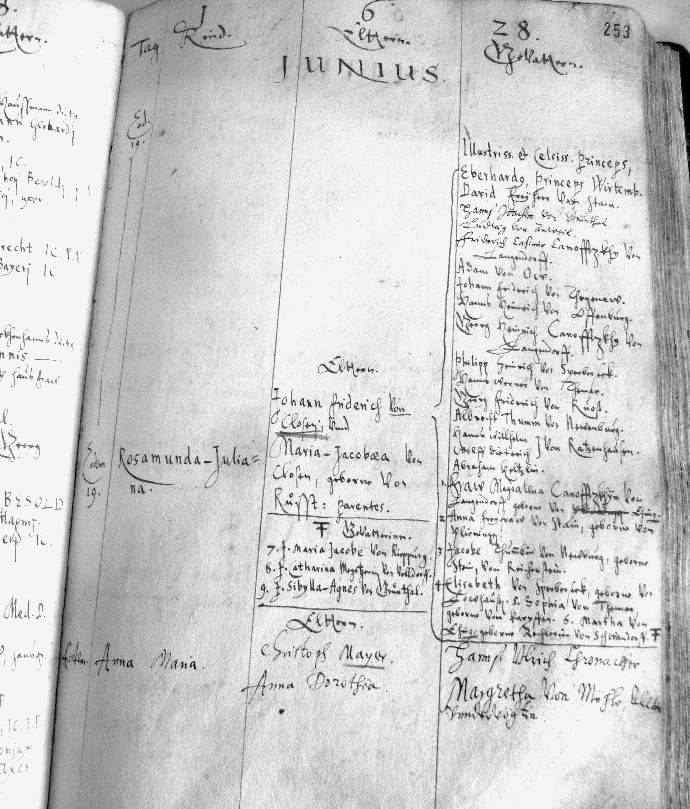
Taufbuch der Tübinger Stiftskirche: Taufe von Rosamunde Juliana von Closen, 19. Juni 1628. Eltern: Johan Friedrich von Closen und Maria-Jacobaea von Closen geborene von Rüßt. Sehr viele Paten: Illustris et serenissimus princeps, Eberhardus, princeps Wirtemb., David Freiherr von Stain und viele andere.

- 19. Juni 1628: Taufe von Rosamunde Juliana von Closen,[A 1] der Tochter des Johan Friedrich von Closen und der Maria-Jacobaea von Closen geborene von Rüßt. Sehr viele Paten unter anderem Herzog Eberhard von Württemberg, David Freiherr von Stain und viele andere.

- 20. Mai 1629: Taufe von Sigismund Adam von Closen, dem Sohn des Augustus von Closen und der Maria von Plaßenburg. Paten: Adlige

- 16. September 1630: Taufe von Eva Maria von Closen, der Tochter des August von Closen. 4 Paten, an 1. Stelle Osiander

- 29. Dezember 1631: Taufe von Juliana Heinrica von Closen, der Tochter des Junkers Augustus von Closen und der Maria geborene Blassenburg. Paten: Adlige

- 9. September 1632: Taufe von Georg Stephan von Closen, dem Sohn des Georg Stephan von Closen. Paten: Julius Fridericus und andere ritterschaftliche Würdenträger

- 2. Februar 1633: Taufe von Gustava-Helena von Closen, der Tochter des Augustus von Closen und der Maria. Paten: viele Adlige beiderlei Geschlechts

- 16. Oktober 1633: Taufe von Georg-Gustav von Closen, dem Sohn des Georg Stephan von Closen und der Maria Magdalena von Eyb. 10 Paten: Sylvius Nimrod, Johann von der Bemoken, Schwester Obriste, Johann-Friderich. S.R.I. Leibtrukses, Balthasar von Frankenberg, Friderich Casimir Chanoffsky von Langendorff, Julia Felicitas Herzogin zu Württemberg, Christina-Agatha Erbtruchessin, Ursula Guotin von Sultz, Veronica von Gültlingen, Franziska Fauberin von Randorff usw.

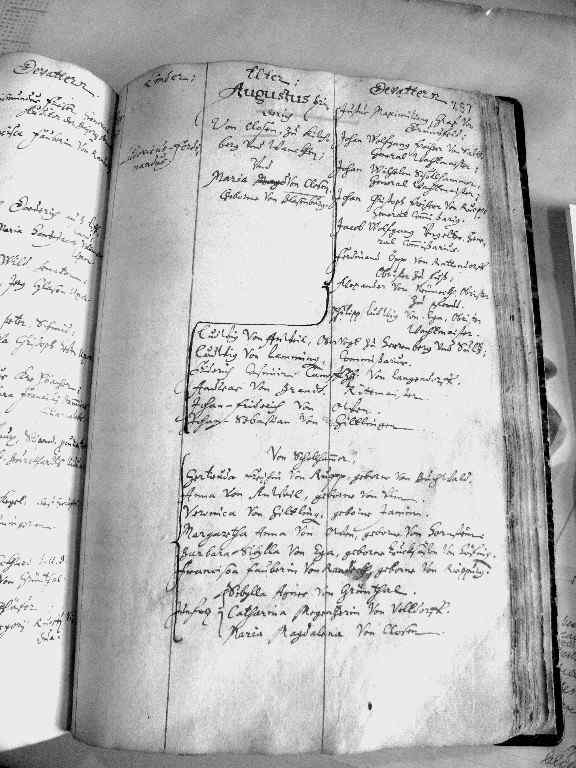
Taufbuch der Tübinger Stiftskirche: Taufe von Ludowicus Ferdinandus von Closen am 25. Juli 1635. Auflistung der 23 Paten.

- 25. Juli 1635: Taufe von Ludowicus Ferdinandus von Closen, dem Sohn des Augustus Friderich von Closen zu Kilchberg und Wankheim und der Maria von Closen geborene von Blastenburg-V. 23 Paten